# كيفين فوغت
كيفين فوغت (بالألمانية: Kevin Vogt) (مواليد 23 سبتمبر 1991 في بوخوم - ألمانيا) لاعب كرة قدم ألماني يلعب حاليا في دوري الدرجة الأولى ضمن صفوف نادي هوفنهايم الألماني في مركز الوسط المدافع .

## روابط خارجية
- كيفين فوغت على موقع الاتحاد الأوربي (الإنجليزية)
- كيفين فوغت على موقع قاعدة بيانات كرة القدم.إي يو (الإنجليزية)
- كيفين فوغت على موقع بيانات كرة القدم. دي إي (الألمانية)
- كيفين فوغت على موقع Soccerway.com (الإنجليزية)
- كيفين فوغت على موقع عالم كرة القدم.نت (الإنجليزية)
- كيفين فوغت على موقع AS.com (الإسبانية)